# Józinki (Sarbicko)
Józinki – część wsi Sarbicko w Polsce, położona w województwie wielkopolskim, w powiecie tureckim, w gminie Tuliszków.
W latach 1975–1998 Józinki administracyjnie należały do województwa konińskiego.